# Princ Bajaja
Princ Bajaja (El príncep Bajaja) és una pel·lícula txecoslovaca de 1971 de cinema fantístic basat en el conte homònim de Božena Němcová i dirigida per Antonín Kachlík.

## Argument
Després de la mort dels seus pares, el jove príncep Bajaja es proposa trobar la seva fortuna. En el seu viatge rescata un cavall encantat, que més tard ve en la seva ajuda. Disfressat de jardiner mut, coneix la princesa Slavěna, que ha de ser sacrificada a un drac de tres caps durant el seu 18è aniversari. El seu pare, el rei, està buscant un pretendent per a la princesa, però ningú està preparat per lluitar contra el drac, excepte Bajaja, que rep armadura màgica del cavall encantat. Tot i que està ferit, Bajaja derrota al drac, però un cavaller maligne s'atribueix els fets.

## Repartiment
- Ivan Palúch - Príncep Bajaja (Veu: Petr Štěpánek)
- Magda Vašáryová - Princesa Slavěna
- František Velecký - El cavaller negre (Veu: Petr Čepek)
- Gustav Opočenský - El rei

## Premis
29a edició de les Medalles del Cercle d'Escriptors Cinematogràfics
| Categoria                  | Resultat  |
| -------------------------- | --------- |
| Millor pel·lícula infantil | Guanyador |

## Lesctures
- Božena Němcová: „Prinz Bajaja“ a Karel Jaromír Erben und Božena Němcová: Märchen, S. 86–95; illustriert von Josef Lada übersetzt von Günther Jarosch und Valtr Kraus; Albatros-Verlag, Prag 2001; ISBN 80-00-00930-7
- Ondřej Cikán: Prinz Aberjaja – Gedicht über die wahre Liebe, illustriert von Peperski, Labor-Verlag, Wien 2013; ISBN 978-3902800091